# This Is Not Real Love
«This Is Not Real Love» cuya traducción significa Esto no es Amor Real es el segundo sencillo del segundo álbum de grandes éxitos Twenty Five, George Michael. Sencillo cantado junto con Mutya Buena, ex Sugababes y fue lanzado el 6 de noviembre de 2006. No hubo video musical para esta canción, debido a que los horarios de ambos artistas, George Michael y Mutya son ocupados. La canción también fue presentada en una remezcla y re-titulado "This Is Not (Real Love)" en el álbum debut de Mutya Buena como solista, Real Girl.

## Sencillo
El sencillo fue publicado el 6 de noviembre de 2006 en el Reino Unido, y días después fue puesto a la venta en todo el mundo. El sencillo tuvo bastante éxito, a pesar de que ningún videoclip de promoción se realizó, dado a lo ocupados que estaban ambos cantantes.
Sobre todo en Asia, el sencillo fue todo un éxito, llegando al Número 1 en las Listas de Ventas de China, Indonesia, Israel o Singapur, entre otros. En el Reino Unido, el sencillo se posicionó en el #15, y en Irlanda, en el #20.
El sencillo tuvo menos ventas en Estados Unidos y en Canadá, países donde ni siquiera entró en el Top 50 Singles de ambos países.

## Formatos
- CD: Sony BMG (UK)

1. «This Is Not Real Love» (Main Mix) – 4:54
2. «Edith & The Kingpin» (Live at Abbey Road in 2004) – 3:40

- CD: Sony BMG (UK)

1. «This Is Not Real Love» (Main Mix) – 4:54
2. «Everything She Wants» (Remix) – 6:34
3. «I'm Your Man» (Extended Stimulation Mix) – 6:53

- CD: Sony BMG (UK promo CD single)

1. «This Is Not Real Love» (Moto Blanco Mix) – 8:58
2. «This Is Not Real Love» (Moto Blanco Dub) – 8:14

- D-z CD single

1. «This Is Not Real Love» (radio edit) – 4:54
2. «This Is Not Real Love» (álbum versión) – 5:58
3. «This Is Not Real Love» (Moto Blanco Mix) – 8:58
4. «This Is Not Real Love» (Moto Blanco Dub) – 8:14
5. «This Is Not Real Love» (Moto Blanco Import Mix Show) – 3:39

## Posicionamiento
| Listas (2008)            | Posición |
| ------------------------ | -------- |
| UK Singles Chart         | 15       |
| Irish Singles Chart      | 27       |
| Dutch Top 40             | 32       |
| Italian Singles Chart    | 4        |
| Denmark Singles Chart    | 9        |
| Swiss Singles Top 75     | 36       |
| Portugal Singles         | 38       |
| Belgium Singles Chart    | 41       |
| Austria Singles Chart    | 62       |
| Russian Top 100          | 52       |
| U.S. Hot Dance Club Play | 8        |